# Marilynne Robinson
Marilynne Summers Robinson (Sandpoint, Idaho, 1943. november 26. –) amerikai regény- és esszéíró. Írói pályafutása során számos díjat kapott, köztük a Pulitzer-díjat 2005-ben, a National Humanities Medal-t 2012-ben és a 2016-os Library of Congress Prize for American Fiction-díjat. 2016-ban felkerült a Time magazin 100 legbefolyásosabb embert tartalmazó listájára. 1991-ben kezdett tanítani az Iowai Egyetemen, majd 2016 tavaszán nyugdíjba vonult.
Leginkább Housekeeping (Háztartás) (1980) és Gilead (2004) című regényeiről ismert. Regényei a hit és a vidéki élet tematikus ábrázolásáról híresek. Esszéi számos témát ölelnek fel, beleértve a vallás és a tudomány kapcsolatát, az Egyesült Államok történelmét, a nukleáris szennyezést, Kálvin Jánost és a kortárs amerikai politikát.

## Élete és munkássága
Robinson Marilynne Summers néven született 1943. november 26-án Sandpointban, Idaho államban, Eileen (Harris) és John J. Summers, egy faipari vállalat alkalmazottja lányaként. Testvére David Summers művészettörténész, aki a Vision, Reflection, and Desire in Western Painting (Látomás, tükröződés és vágy a nyugati festészetben) című könyvét neki ajánlotta. Egyetemi munkáját a Pembroke College-ban, a Brown Egyetem korábbi női főiskoláján végezte, 1966-ban magna cum laude bachelor fokozatot kapott, ahol a Phi Beta Kappa képzésbe választották. A Brownon az egyik tanára az ünnepelt posztmodern regényíró, John Hawkes volt. 1977-ben szerzett PhD fokozatot angol nyelven a Washingtoni Egyetemen.
Robinson öt igen elismert regényt írt: Housekeeping (1980), Gilead (2004), Home (2008), Lila (2014) és Jack (2020). A Housekeeping az 1982-es szépirodalmi Pulitzer-díj döntőse volt (USA), a Gilead 2005-ös Pulitzer-díjat kapott, a Home pedig 2009-ben az Orange Prize for Fiction-díjat (Egyesült Királyság).
Robinson számos nem szépirodalmi mű szerzője is, többek között a Mother Country: Britain, the Welfare State, and Nuclear Pollution (Anyaország: Nagy-Britannia, a jóléti állam és a Nukleáris szennyezés; 1989), a The Death of Adam: Essays on Modern Thought (Ádám halála: Esszék a modern gondolkodásról; 1998), az Absence of Mind: The Dispelling of Inwardness from the Modern Myth of the Self (A bensőségesség eloszlatása az én modern mítoszából; 2010), When I Was a Child I Read Books: Essays (Amikor gyermek voltam, könyveket olvastam: esszék; 2012), The Givenness of Things: Essays (A dolgok adottsága: esszék; 2015), és a What Are We Doing Here? (Mit csinálunk itt?; 2018). Számos cikket, esszét és kritikát írt a Harper's, a The Paris Review és a The New York Review of Books számára.
Az 1991-től 2016-ig tartó hivatali ideje mellett az Iowai Egyetem karán, ahol angol és kreatív írás professzorként ment nyugdíjba, Robinson számos főiskolán és egyetemen volt rezidens író vagy vendégprofesszor. 2009-ben Dwight H. Terry előadást tartott a Yale Egyetemen Absence of Mind: The Dispelling of Inwardness from the Modern Myth of the Self (Az elme hiánya: A bensőségesség eloszlatása az én modern mítoszából) címmel. 2010. április 19-én az Amerikai Művészeti és Tudományos Akadémia tagjává választották. 2011 májusában Robinson tartotta az Oxfordi Egyetem éves Esmond Harmsworth előadását az amerikai művészetekről és irodalomról az egyetem Rothermere Amerikai Intézetében.
Robinson még mindig a Johnson megyei Iowa Cityben él, és a nyarat családjával New York állam felső részén tölti. 2011 júniusában ő volt az Iowa Writers' Workshop 75. évfordulójának vezérszónoka, és ő tartotta a 2012-es éves Buechner-előadást a King Egyetem Buechner Intézetében. 2013. február 18-án a University of the South (Sewanee, Tennessee állam) húsvéti előadója volt, és megkapta az irodalomtudományok díszdoktora lett. 2012-ben a Brown Egyetem is az irodalom díszdoktora címet adományozta Robinsonnak. A Szent Kereszt Kollégiuma, a Notre Dame, az Amherst College, a Skidmore College, az Oxfordi Egyetem és a Yale Egyetem szintén tiszteletbeli fokozatot adományozott neki. Az oxfordi Mansfield College munkatársává választották.
Robinson presbiteriánusként nőtt fel, majd később kongregacionalista lett, aki az Iowa City-i Krisztus Egyesített Gyülekezeti Egyházában imádkozott és néha prédikált. Kongregacionalizmusa és Kálvin János gondolatai iránti érdeklődése számos regényében fontos szerepet játszott, beleértve a Gileádot is, amely egy fiktív kongregacionalista lelkész életével és teológiai aggályaival foglalkozik. A Church Timesnak adott interjújában 2012-ben Robinson ezt mondta: „Azt hiszem, ha az emberek valóban Kálvint olvasnák, ahelyett, hogy Max Webert olvasnának, átértékelnék a megítélését. Nagyon tekintélyes gondolkodó.”
Canterbury egykori érseke, Rowan Williams Robinsont a "világ egyik leglenyűgözőbb angol nyelvű regényírójaként" jellemezte. 2013. január 24-én bejelentették, hogy Robinson a 2013-as Nemzetközi Booker-díj döntősei között lesz. 2013-ban elnyerte a Park Kyong-ni-díjat (dél-koreai székhelyű nemzetközi irodalmi díj).
2015. június 26-án Barack Obama elnök idézte Robinsont Clementa C. Pinckneynek, az Emanuel African Methodist Episcopal Church-ből a dél-karolinai Charlestonban. 2015 novemberében a New York Review of Books közzétett egy kétrészes beszélgetést Obama és Robinson között az iowai Des Moines-ban, amely az amerikai történelem témáit és a hit társadalomban betöltött szerepét fedi le.

## Magánélete
1967-ben férjhez ment Fred Miller Robinson íróhoz és a massachusettsi Amherst Egyetem professzorához. 1989-ben elváltak.
A párnak két fia született, James és Joseph. Az 1970-es évek végén esténként a Housekeeping-et írta, miközben fiai aludtak. Robinson szerint sok szempontból befolyásolták írói munkásságát, mivel "az anyaság megváltoztatja az életérzést, az önismeretet".

## Bibliográfia
Regény
- Housekeeping (1980) ISBN 9780374525187 [57]
- Gilead (2004) ISBN 9780312424404
- Home (2008) ISBN 9780009732997
- Lila (2014) ISBN 9781844088812
- Jack (2020) ISBN 9780374279301

Online
- Jack and Della – megjelent a The New Yorkerben 2020. július 13-án
- Kansas – megjelent a The New Yorkerben 2004. szeptember 6-án

Ismeretterjesztő
- Mother Country: Britain, the Welfare State, and Nuclear Pollution (1989) ISBN 9780374526597
- The Death of Adam: Essays on Modern Thought (1998) ISBN 9780312425326
- Absence of Mind: The Dispelling of Inwardness from the Modern Myth of the Self (2010) ISBN 9780300171471
- When I Was a Child I Read Books (2012)
- The Givenness of Things: Essays (2015) ISBN 9781250097316
- What Are We Doing Here?: Essays (2018) ISBN 9780374282219
- Reading Genesis (2024)

### Magyarul
- Gilead (Gilead) Magvető, Budapest, 2012 ISBN 9789631430493 · fordította: Pásztor Péter
- Lila (Gilead 3.) (Lila) Park, Budapest, 2016 ISBN 9789631434408 · fordította: Mesterházi Mónika
- A gondolkodás szabadsága. Kálvinista tűnődések; vál., ford., jegyz. Pásztor Péter; Kálvin, Budapest, 2018 ISBN 9789635584055
- Itthon (Gilead 2.) (Home) Magvető, Budapest, 2019 ISBN 9789631438864 · fordította: Mesterházi Mónika
- Szellemtelenség (Absence of mind) Koinónia, Kolozsvár, 2019 ISBN 9789731652054 · fordította: Pásztor Péter
- Háztartás (Housekeeping) Magvető, Budapest, 2020 ISBN 9789631439892 · fordította: Szabadkai Bernadett
- Jack (Gilead 4.) (Jack) Magvető, Budapest, 2022 ISBN 9789631441901 · fordította: Mesterházi Mónika

## Díjai
- 1982: Hemingway Foundation/PEN Award for best first novel for Housekeeping
- 1982: Pulitzer Prize for Fiction shortlist for Housekeeping
- 1989: National Book Award for Nonfiction shortlist for Mother Country: Britain, the Welfare State, and Nuclear Pollution
- 1999: PEN/Diamonstein-Spielvogel Award for the Art of the Essay for The Death of Adam
- 2004: National Book Critics Circle Award for Fiction for Gilead
- 2005: Pulitzer Prize for Fiction for Gilead
- 2005: Ambassador Book Award for Gilead
- 2006: University of Louisville Grawemeyer Award in Religion
- 2008: National Book Award finalist for Home
- 2008: Los Angeles Times Book Prize Archiválva 2022. március 27-i dátummal a Wayback Machine-ben for fiction for Home
- 2009: Orange Prize for Fiction for Home
- 2011: Man Booker International Prize nominee
- 2012: Honorary Doctorate of Letters from Brown University
- 2012: National Humanities Medal for "grace and intelligence in writing"
- 2013: Man Booker International Prize nominee
- 2013: Park Kyong-ni Prize
- 2014: National Book Critics Circle Award for Lila
- 2014: National Book Award finalist for Lila
- 2015: Man Booker Prize longlist for Lila
- 2016: Library of Congress Prize for American Fiction and Dayton Literary Peace Prize
- 2017: Chicago Tribune Literary Award
- 2019: Newberry Library Award
- 2021: Tulsa Library Trust Helmerich Distinguished Author Award
- 2023: University of Washington Alumni Summa Laude Dignata Award

## Külső hivatkozások
- Marilynne Robinson az IMDb-n

## Fordítás
- Ez a szócikk részben vagy egészben  a   Marilynne Robinson című angol Wikipédia-szócikk fordításán alapul.  Az eredeti cikk szerkesztőit annak laptörténete sorolja fel. Ez a jelzés csupán a megfogalmazás eredetét és a szerzői jogokat jelzi, nem szolgál a cikkben szereplő információk forrásmegjelöléseként.